# Баришников Револьд Володимирович
Револьд Володимирович Бари́шников (нар. 18 листопада 1924, Харків — пом. 5 серпня 1985, Харків) — український радянський художник; член Харківської організації Спілки радянських художників України з 1960 року (у 1968—1982 роках — член правління). Батько живописця Володимира Баришникова.

## Біографія
Народився 18 листопада 1924 року в місті Харкові (нині Україна). 1941 року закінчив Харківське художнє училище; у 1942 році — індустріальний технікум у місті Чимкенті.
З серпня 1942 року — в Червоній армії. У військовому званні лейтенанта служив у 1326 стрілецькому полку 415 стрілецької дивізії 1-го запасного стрілецького полку. Брав участь у німецько-радянській війні. Протягом 1944—1948 років — оперативний офіцер в органах МВС СРСР в Управлінні у справах військовополонених у місті Ізюмі.
Упродовж 1948—1954 років навчався у Харківському художньому інституті, де його викладачами були зокрема Сергій Бесєдін і Гринорій Томенко. Дипломна робота — картина «Могутня кучка». Член КПРС з 1962 року.
Жив у Харкові, в будинку на вулиці Отакара Яроша, № 21а, квартира 9. Помер у Харкові 5 серпня 1985 року.

## Творчість
Працював в галузі станкового живопису і графіки, автор понад 150 робіт. Серед них:
живопис
- «Могутня кучка (1954);
- «Портрет народного артиста РСФСР Володимира Дурова» (1956);
- «Ленін і Горький на Капрі» (1957);
- «Монтажник» (1960);
- «Володимир Ленін на суботнику в Кремлі» (1960);
- «Слово Тараса» (1961);
- «На будівництві» (1961; Херсонський краєзнавчий музей);
- «Сіячі» (1963; Дніпровський художній музей);
- «Вставайте, кайдани порвіте!» (1964);
- «Незабаром травень» (1964);
- «Тривога» (1965);
- «Наш паровоз, вперед лети» (1967);
- «Село взимку» (1968);
- «Перша зірниця» («Лампочка Ілліча») (1969) ;
- «До армії служити» (1969–1970);
- «Проводи зими» (1972);
- «Підводники» (1973);
- «Портрет молодого інженера» (1973);
- «Починається день» (1974);
- «Весілля» (1975);
- «Піднімають прапор» (1975);
- «Присяга» (1978);
- «Напередодні» (1980);
- «Олексій Стаханов» (1980);
- «У звільненому селі» (1981);
- «Перемога» (1982);
- «Зустріч ветеранів» (1983);
- «Палке літо 1943 року» (1984);

графіка
- «Арешт комуніста» (1955, кольорова автолітографія);
- «Москва. Кремль» (1960, акварель);
- «Давній Псков. Печери» (1970);
- «Сковорода серед народу» (1972).

Брав участь у республіканських виставках з 1957 року, всесоюзних з 1966 року, зокрема:
- виставці графіки художників Харкова, присвяченій 40-річчю Радянської України у Харкові (1957);
- виставці творів молодих художників, присвяченій фестивалю молоді УРСР у Києві (1957);
- художній виставці «Радянська Україна» (декада) у Києві (1960);
- художній виставці, присвяченій 100-річчю з дня смерті Тараса Шевченка У Києві (1961).

Персональна, посмертна виставка відбулася у 1987 році в Харківському художньому музеї.

## Відзнаки
Нагороджений:
- медалями «За перемогу над Німеччиною» (9 травня 1945), «За відвагу» (24 вересня 1966)[1];
- Грамотою Президії Верховної Ради УРСР.

Заслужений художник УРСР з 1976 року.